# Magyarköblös
Magyarköblös (románul Cubleșu Someșan) falu Romániában Kolozs megyében.

## Fekvése
Déstől (románul Dej) délnyugatra, Szamosújvártól (románul Gherla) keletre fekszik.

## Nevének említése
Első említése 1280, 1306, 1320 Kublus, 1850, 1857 Magyar Köblös, 1920 Cubleșul unguresc, 1930 Cubleșul-Someșan.

## Lakossága
1850-ben többségében románok lakják, 911 fős lakosságából 158 fő magyar. 1992-ben 527 fős lakosságából 457 fő román és 70 fő magyar.
1850-ben román lakossága görögkatolikus, 136 fő református, 15 fő evangélikus, 3 fő unitárius és 17 fő izraelita. 1992-re a románok többsége ortodox hitű lett (342 fő), 16-an maradtak görögkatolikusok, 7 római katolikus 57 református és 60 pünkösdista hívő van.

## Története
Első birtokosai 1280-ban (Esküllői) Lőrincz fiai Mihály és János. 1320-ban a Sombor nemzetség leszármazottaié a falu, majd tőlük Károly Róbert király hűtlenség címén elvette a birtokot és Elefánti Dezsőnek adományozta.
A reformáció idejéből ismeretes unitárius papjai Székesfehérváry Mátyás (1578) és Basilis István (1587).
Az egyház az iskoláját 1782 körül létesítette, kezdetben a kántorok, később a papok tanítottak, de többször szünetelt. Becsky Gábor gondnok 1872-ben szervezte meg a rendszeres iskolát, 1886-ban állami iskola lett belőle.
Görögkatolikus egyházközség, fatemploma helyett kőből épített templomát a Szűz Mária szeplőtlen fogantatása tiszteletére 1870-ben szentelték fel.
1877-ben a katolikusok is leányegyházat szerveznek és 1898-ban kápolnát építenek Szent Katalin tiszteletére.
A falu a trianoni békeszerződésig Szolnok-Doboka vármegye Szamosújvári járásához tartozott.

## Látnivaló
- Református templom. 1332-ben katolikus plébániája van, Szent Miklós tiszteletére építették, majd átépítették gótikus stílusban. A reformáció idején a templom az unitáriusoké lett (1578), később a reformátusoké (1745), ők újítják fel a templomot. Ekkor készíti el kidei Sipos Dávid a faragott szószéket. A templom faberendezése Rettegi György adományából készült. A karzatot és a szószékkoronát Umling Lőrinc festette. Felirata: „Te azért embernek fija őrállóúl adtalak én Tégedet az Izrael fiainak, hogy a mikor hallod az én számból az én beszédemet megincsed őket etc. 1774 eszt. Öreg Umling Lőrincz M. Gyerőmonostori Kabos Mihályné Budaki Rettegi Anna csináltatta maga költségével”. Két harangja közül a nagyobbikon e felirat: „Auxil. Deo. T. O. M. Fudi. In. Egus Glor. Denuo Eccl. Ref. in M. Köblösiensis Anno Domini 1763”: A kisebbiket, mint feliratán olvasható, Pataki Sándor öntette 1773. 1778-ban Rettegi György és neje megbízásából Bodoni József nyolctáblás nyugati karzatmellvédet készített. 1799-ben Asztalos Lengyel József készített el a hatvannégy táblára osztott mennyezetet. 1800-ban kiegészült a faberendezés Betski Miklósné, Szénási Borbála megrendelésére készült padokkal.
- Ortodox temploma 1928-ban épült.

## Híres emberek
- Itt volt unitárius lelkész Basilius István (Kolozsvár, 1525. táján. – Magyarköblös, 1592.).
- Itt halt meg Rettegi György (1718-1786), erdélyi alispán, emlékíró.
- Itt született Roska Márton (1880. június 15-én),többnyire a honfoglalás korával foglalkozó régész.
- Itt született 1882-ben Jakobi Emil, ügyvéd, a román szenátus tagja, a kolozsvári kongresszusi zsidó hitközség jogügyi bizottságának elnöke.
- Itt született Csíki László mezőgazdász, főiskolai tanár 1897-ben.
- Itt született Antal Béla (1934. január 21.), Kolozsvári Műszaki Egyetem tanára, a műszaki tudományok doktora, szakterülete gépészet, mechatronika.